# ゲーリー・レーシッチ
ゲーリー・ルイス・レーシッチ（Gary Louis Rajsich、1954年10月28日 - ）は、アメリカ合衆国オハイオ州出身の元プロ野球選手（内野手）。左投左打。中日ドラゴンズでの登録名はゲーリー。広島東洋カープでプレーしたデーブ・レーシッチは実兄。

## 経歴
1976年のMLBドラフト11巡目でヒューストン・アストロズに指名され契約。1981年にニューヨーク・メッツにトレード移籍。
1982年4月9日にメジャーデビュー。メッツ時代にはデービー・ジョンソン監督からは「キース・ヘルナンデスがいるから出番はないが優秀」と実力は評価されていたものの結局メジャー定着はならず。
1984年にセントルイス・カージナルスに移籍。
1985年にサンフランシスコ・ジャイアンツに移籍。
1986年に中日ドラゴンズに入団し、来日。来日1年目からクリーンナップに定着し、1986年5月4日の広島東洋カープ戦で津田恒実、9月16日のヤクルトスワローズ戦で尾花高夫からサヨナラ本塁打を放つなど、同年36本塁打を放った。
1987年には外野から一塁手となり、出場辞退したボブ・ホーナーに代わってオールスターゲームに出場した。
1988年には開幕戦敗戦で迎えた2戦目の4月9日の横浜大洋ホエールズ戦では9回0-0の場面で新浦壽夫からサヨナラ本塁打を放ち、6月1日から8月2日までは不振で3番に降格の落合博満に代わり、4番打者としてチームのリーグ優勝に貢献。同年に中日に入団したラルフ・ブライアントは、中日の外国人枠が、当時の制度でゲーリーと郭源治で埋まっていることとなって、同年シーズン中に近鉄バファローズからの申し入れによってトレードされるまで、一軍で出場できなかった。同年の日本シリーズでは第3戦に7番・指名打者として出場し、中日初の指名打者となった。オフになると右脇腹痛もあり同年限りで中日を退団し、帰国した。
引退後はボストン・レッドソックス、テキサス・レンジャース、トロント・ブルージェイズのスカウトを経て、2011年のシーズンオフからボルチモア・オリオールズのアマチュアスカウティングディレクターに就任し、2018年11月に解任されるまで同職を務めた。

## 人物
ゲーリーの応援歌は石井昭男の流用曲である山本リンダの「狙いうち」が原曲であり、その後、ジョージ・ヒンショー、ベニー・ディステファーノ、マーク・ライアル、アロンゾ・パウエルの応援歌として流用され、中日のチャンステーマに使われていたほか（主に7回以降の場面）、高校野球や大学野球（明大など）、社会人野球でも応援歌の定番としてよく使われている。

## 詳細情報

### 年度別打撃成績
| 年 度    | 球 団    | 試 合 | 打 席 | 打 数 | 得 点 | 安 打 | 二 塁 打 | 三 塁 打 | 本 塁 打 | 塁 打 | 打 点 | 盗 塁 | 盗 塁 死 | 犠 打 | 犠 飛 | 四 球 | 敬 遠 | 死 球 | 三 振 | 併 殺 打 | 打 率 | 出 塁 率 | 長 打 率 | O P S |
| -------- | -------- | ----- | ----- | ----- | ----- | ----- | -------- | -------- | -------- | ----- | ----- | ----- | -------- | ----- | ----- | ----- | ----- | ----- | ----- | -------- | ----- | -------- | -------- | ----- |
| 1982     | NYM      | 80    | 182   | 162   | 17    | 42    | 8        | 3        | 2        | 62    | 12    | 1     | 3        | 2     | 0     | 17    | 3     | 1     | 40    | 2        | .259  | .333     | .383     | .716  |
| 1983     | NYM      | 11    | 40    | 36    | 5     | 12    | 3        | 0        | 1        | 18    | 3     | 0     | 0        | 0     | 0     | 3     | 1     | 1     | 1     | 1        | .333  | .400     | .500     | .900  |
| 1984     | STL      | 7     | 10    | 7     | 1     | 1     | 0        | 0        | 0        | 1     | 2     | 0     | 0        | 0     | 1     | 2     | 0     | 0     | 1     | 0        | .143  | .300     | .143     | .443  |
| 1985     | SF       | 51    | 110   | 91    | 5     | 15    | 6        | 0        | 0        | 21    | 10    | 0     | 1        | 2     | 0     | 17    | 4     | 0     | 22    | 0        | .165  | .296     | .231     | .527  |
| 1986     | 中日     | 129   | 525   | 486   | 58    | 122   | 12       | 2        | 36       | 246   | 82    | 2     | 5        | 0     | 3     | 30    | 2     | 6     | 105   | 7        | .251  | .301     | .506     | .807  |
| 1987     | 中日     | 87    | 359   | 331   | 60    | 105   | 11       | 4        | 24       | 196   | 54    | 2     | 1        | 1     | 3     | 22    | 1     | 2     | 51    | 7        | .317  | .360     | .592     | .952  |
| 1988     | 中日     | 101   | 404   | 358   | 56    | 105   | 25       | 3        | 16       | 184   | 53    | 2     | 2        | 0     | 6     | 34    | 8     | 6     | 51    | 7        | .293  | .359     | .514     | .873  |
| MLB：4年 | MLB：4年 | 149   | 342   | 296   | 28    | 70    | 17       | 3        | 3        | 102   | 27    | 1     | 4        | 4     | 1     | 39    | 8     | 2     | 64    | 3        | .236  | .328     | .345     | .673  |
| NPB：3年 | NPB：3年 | 317   | 1288  | 1175  | 174   | 332   | 48       | 9        | 76       | 626   | 189   | 6     | 8        | 1     | 12    | 86    | 11    | 14    | 207   | 21       | .283  | .336     | .533     | .868  |

- 各年度の太字はリーグ最高

### 表彰
- 月間MVP：1回 （1986年5月）

### 記録
NPB初記録
- 初出場・初先発出場：1986年4月4日、対広島東洋カープ1回戦（広島市民球場）、4番・右翼手として先発出場
- 初安打・初本塁打・初打点：同上、7回表に北別府学から右越ソロ

NPBその他の記録
- オールスターゲーム出場：1回 （1987年）

### 背番号
- 21 （1982年 - 1983年）
- 33 （1984年）
- 26 （1985年 - 同年途中）
- 43 （1985年途中 - 同年終了）
- 4 （1986年 - 1988年）